# Estadio Tlaquepaque
El estadio Tlaquepaque es un estadio ubicado en el municipio de Tlaquepaque, en la Zona metropolitana de Guadalajara, inició su construcción en 2008. Este estadio fue uno de los lugares de competición de los Juegos Panamericanos de 2011 y se usó en competencias de rugby 7.
Luego de la celebración del evento deportivo, el estadio pasó a ser gestionado por el municipio de Tlaquepaque al formar parte de una Unidad Deportiva municipal, por lo que su uso fue destinado a la población en general en la práctica de deportes como el rugby y el fútbol. En 2020 se convirtió en la sede del equipo Caja Oblatos C. F. D. que participa en la Tercera División de México.